# Carlo Costly
Carlo Yaír Costly Molina (San Pedro Sula, Cortés, Honduras, 18 de julio de 1982) es un exfutbolista hondureño nacionalizado mexicano. Jugaba de delantero y su último equipo fue el Lone FC de la Liga de Ascenso de Honduras.
Fue internacional con la Selección de fútbol de Honduras hasta 2016. Pero fue convocado el viernes 25 de agosto de 2017 nuevamente por el entrenador de Honduras para las eliminatorias de la Concacaf al Mundial de Rusia 2018.

## Trayectoria

### Inicios
Carlo Costly es hijo del mundialista Allan Costly quien participó con la selección de Honduras en España 1982. A sus 15 años, Carlo llegó junto a su madre María Magdalena a México donde comenzó su carrera futbolística. Sin embargo, todos los clubes en los cual participó fueron de segunda y primera. Contrajo matrimonio con Tita Torres Archivado el 16 de agosto de 2019 en Wayback Machine. en el 2019. 

### Platense
Al cumplir 23 años Carlo Costly, se vio forzado a regresar a Honduras, debido a las estipulaciones del torneo de ascenso en México. Una vez en Honduras probó suerte con el Real Club Deportivo España, pero este club lo desechó. Por esta razón, Costly salió rumbo a Puerto Cortés donde el técnico argentino Roque Alfaro del Club Deportivo Platense, le dio la oportunidad de mostrase. Fue así como Carlo Costly debutó oficialmente el 13 de agosto del 2006; en la victoria del Club Deportivo Platense por 3-1, sobre el Club Deportivo Motagua de Tegucigalpa.
Al término del torneo regular Apertura de Liga 2006-2007, Costly jugó un total de 19 partidos con el Platense y anotó 10 goles. Fue así partidos entró en la historia del fútbol hondureño; al convertirse en figura, y máximo goleador de este equipo y de Liga Nacional de Honduras.
Todo esto lo llevó, a ser pretendido por los equipos grandes del ámbito nacional, entre los que se encuentran: el Club Deportivo Marathón de San Pedro Sula y el Club Deportivo Olimpia.

### Bełchatów
El 20 de enero del 2007, el líder de la liga polaca de primera división (Ekstraklasa); el club GKS Bełchatów se hizo de los servicios de Carlo Jair Costly. 
En su debut en la primera división de Polonia, el hondureño Costly marcó dos de los 6 goles con los cuales; el GKS Bełchatów derrotó al club Górnik Łęczna.
Al final de la temporada; Costly finalizó subcampeón 2007 de la liga Ekstraklasa de Polonia con el GKS Bełchatów.

### Birmingham
El 28 de enero de 2009 el club GKS oficializó el traspaso de Carlo al Birmingham City Football Club de la segunda división de Inglaterra; en una transacción que incluyó un préstamo ($700,000) de seis meses con derecho a compra. Al término de la temporada, el delantero participó en 8 encuentros, logrando el ascenso a primera con este equipo. 
Luego de finalizar su contrato con el Birmingham, el club no compraría la carta definitiva de Costly y éste regresó a Polonia con el GKS Bełchatów.

### Vaslui
Luego de tener muy poca participación con el GKS Bełchatów en el 2009, este club decidió ceder a Costly el 20 de enero de 2010 al Club Vaslui de Rumania. Tras lograr la contratación del hondureño, Ciprian Damian presidente del club rumano, afirmó: "Le seguimos la pista desde hace mucho tiempo...Costly es un futbolista valioso y creemos en su palabra. Hemos firmado un contrato de dos años y medio, con una opción por otra temporada”.
El 21 de febrero Costly Molina debutó oficialmente con el Vaslui en el empate 0-0 ante Gaz Metan Medias.

### Atlas de Guadalajara
El 8 de diciembre de 2010, se confirmó que Carlo Costly pasara a formar parte del equipo mexicano Atlas de Guadalajara por contrato de 2 años.
El 29 de enero de 2011 Carlo debutó profesionalmente en la liga mexicana en la derrota del Atlas 2-0 contra el América, al entrar de cambio 15 minutos antes del final.
El 2 de abril de 2011 metió su primer gol con la casaca del Atlas contra los Esudiantes Tecos al min.38

### Houston Dynamo
El 4 de agosto de 2011 se anunció su préstamo al Houston Dynamo de la Major League Soccer. Debutó 3 días después en el empate de 1 a 1 visitando al Philadelphia Union. Anotaría su primer gol el 23 de octubre de 2011, contribuyendo con su equipo para conseguir el triunfo de 3 goles a 1 sobre Los Angeles Galaxy.

### Veria
El 10 de septiembre de 2012 fue presentado por el Veria FC de la Superliga de Grecia. 
El 23 de septiembre de 2012 realizó su debut en el empate de 1 a 1 con el PAS Giannina. 
Su primer gol llegaría hasta el 13 de enero de 2013 en el empate con Panionios de Atenas por 1 a 1. 
El 21 de abril de 2013 le anotó un doblete al Panathinaikos durante la derrota de su equipo por 2 goles a 3.

### Guizhou Zhicheng
El 24 de julio de 2013 firmó un contrato de seis meses con el Guizhou Zhicheng FC de China.

### Real España
El 2 de enero de 2014 reforzó al campeón del fútbol hondureño, Real España. Debutaría el 19 de enero de 2014 durante la victoria por 2 goles a 0 sobre el Deportes Savio. 

### Gaziantepspor
Tras su participación en el Mundial de Brasil 2014, Costly fue firmado en un contrato millonario (US$3 000 000) por el Gaziantepspor de la Superliga de Turquía. 

### Olimpia
El 8 de octubre de 2015, el Olimpia confirmó el fichaje de Carlo Costly. El 4 de noviembre de 2015 debutó en un partido de Copa de Honduras.

### Marathón
El 17 de enero de 2019 firmó contrato con el Marathón, con quienes encaró la Liga Nacional y la Liga de Campeones de la Concacaf.

## Selección nacional
El 4 de enero del 2007, Carlo Costly fue convocado por primera vez a la selección de fútbol de Honduras por el seleccionador Flavio Ortega. Todo ello con miras a participar en la copa UNCAF, a celebrarse en El Salvador.
Luego que el entrenador Flavio Ortega sufriera un derrame cerebral, José de la Paz Herrera fue nombrado técnico interino de la selección de fútbol de Honduras. Este mantuvo a Costly en la lista de seleccionados y dijo que el novato goleador de la Liga Nacional era "un proyecto a futuro."
Sin embargo, el traspaso de Costly al fútbol de Polonia evitó que este debutara con la selección de fútbol de Honduras en el torneo centroamericano de selecciones.
Fue hasta el 2 de junio del 2007 cuando el 'Cocherito'; tuvo la oportunidad de debutar con la camisa nacional de Honduras. En su debut, Costly marcó uno de los tres goles con los cuales, la selección catracha derrotó a Trinidad y Tobago por 3-1.
Carlo Costly; debutó en un torneo oficial con la selección de fútbol de Honduras, el 8 de junio del 2007; durante la Copa Oro de la CONCACAF en contra de Panamá. En ese partido, Costly Molina anotó uno de los dos goles en la derrota 'catracha' por 2-3.
Costly luego participó de titular en los encuentros que Honduras ganó a Cuba por 5-0, de ahí en el próximo partido se vistió de héroe y marco los 2 goles, con los que selección de fútbol de Honduras vencería a México, también participó en la derrota ante la selección de fútbol de Guadalupe que significó la eliminación del seleccionado hondureño de la competencia.
Los siguientes partidos de Costly con la selección de fútbol de Honduras fueron de carácter amistoso contra Costa Rica, Ecuador, Panamá y Guatemala donde el jugador no pudo anotar.
Su siguiente participación con la selección de fútbol de Honduras fue para las eliminatorias rumbo a Sudáfrica 2010; donde el delantero fue pieza fundamental para que el combinado catracho, avanzara a la hexagonal final de la CONCACAF. Eso fue luego de dejar fuera equipos como: Puerto Rico, Jamaica y Canadá. Luego fue pieza fundamental para que la selección catracha clasificara al mundial anotando 6 goles en la 'hexagonal final' de la CONCACAF.
En total Costly jugó 19 partidos con la 'Bicolor Catracha' y anotó 14 goles en 37 partidos.
Costly, quedó al margen del mundial de Sudáfrica 2010 debido a una lesión, la cual lo tuvo fuera de las canchas de fútbol por lo menos por 2 meses.
El 5 de mayo de 2014 se anunció que Costly había sido convocado entre los 23 jugadores que disputarán la Copa Mundial de Fútbol de 2014 en Brasil con Honduras.
El 25 de agosto de 2017 Costly es novedad en la convocatoria del colombiano Jorge Luis Pinto, para los partidos contra Trinidad y Tobago y EE. UU., por las eliminatorias de la Concacaf al Mundial de Rusia 2018.

### Participaciones en Copas del Mundo
| Mundial                        | Sede   | Resultado    | PJ | Goles |
| ------------------------------ | ------ | ------------ | -- | ----- |
| Copa Mundial de Fútbol de 2014 | Brasil | Primera fase | 3  | 1     |

## Estadísticas
Actualizado al último partido jugado el 15 de marzo de 2020.
| Platense Honduras | 1.ª                 | 2006-07             | 19  | 10  | -  | -  | -  | - | 19  | 10  | 0.53 |
| Platense Honduras | Total               | Total               | 19  | 10  | 0  | 0  | 0  | 0 | 19  | 10  | 0.53 |
| Bełchatów · Polonia | 1.ª                 | 2006-07             | 11  | 6   | -  | -  | -  | - | 11  | 6   | 0.55 |
| Bełchatów · Polonia | 1.ª                 | 2007-08             | 26  | 5   | 1  | 0  | -  | - | 27  | 5   | 0.19 |
| Bełchatów · Polonia | 1.ª                 | 2008-09             | 12  | 2   | -  | -  | -  | - | 12  | 2   | 0.17 |
| Bełchatów · Polonia | Total               | Total               | 49  | 13  | 1  | 0  | 0  | 0 | 50  | 13  | 0.26 |
| Birmingham City Inglaterra | 2.ª                 | 2008-09             | 8   | 0   | -  | -  | -  | - | 8   | 0   | 0.00 |
| Birmingham City Inglaterra | Total               | Total               | 8   | 0   | 0  | 0  | 0  | 0 | 8   | 0   | 0.0  |
| Bełchatów · Polonia | 1.ª                 | 2009-10             | 10  | 1   | 1  | 0  | -  | - | 11  | 1   | 0.09 |
| Bełchatów · Polonia | Total               | Total               | 10  | 1   | 1  | 0  | 0  | 0 | 11  | 1   | 0.09 |
| Vaslui · Rumania | 1.ª                 | 2009-10             | 13  | 4   | 2  | 1  | -  | - | 15  | 5   | 0.33 |
| Vaslui · Rumania | Total               | Total               | 13  | 4   | 2  | 1  | 0  | 0 | 15  | 5   | 0.33 |
| Atlas · México | 1.ª                 | 2010-11             | 11  | 2   | -  | -  | -  | - | 11  | 2   | 0.18 |
| Atlas · México | Total               | Total               | 11  | 2   | 0  | 0  | 0  | 0 | 11  | 2   | 0.18 |
| Houston Dynamo Estados Unidos | 1.ª                 | 2011                | 11  | 1   | -  | -  | -  | - | 11  | 1   | 0.09 |
| Houston Dynamo Estados Unidos | Total               | Total               | 11  | 1   | 0  | 0  | 0  | 0 | 11  | 1   | 0.09 |
| Veria · Grecia | 1.ª                 | 2012-13             | 25  | 6   | 5  | 3  | -  | - | 30  | 9   | 0.3  |
| Veria · Grecia | Total               | Total               | 25  | 6   | 5  | 3  | 0  | 0 | 30  | 9   | 0.3  |
| Guizhou Zhicheng China | 2.ª                 | 2013                | 11  | 7   | -  | -  | -  | - | 11  | 7   | 0.64 |
| Guizhou Zhicheng China | Total               | Total               | 11  | 7   | 0  | 0  | 0  | 0 | 11  | 7   | 0.64 |
| Real España Honduras | 1.ª                 | 2013-14             | 13  | 7   | -  | -  | -  | - | 13  | 7   | 0.54 |
| Real España Honduras | Total               | Total               | 13  | 7   | 0  | 0  | 0  | 0 | 13  | 7   | 0.54 |
| Gaziantepspor Turquía | 1.ª                 | 2014-15             | 7   | 0   | 3  | 3  | -  | - | 10  | 3   | 0.3  |
| Gaziantepspor Turquía | Total               | Total               | 7   | 0   | 3  | 3  | 0  | 0 | 10  | 3   | 0.3  |
| Olimpia Honduras | 1.ª                 | 2015-16             | 17  | 9   | 2  | 2  | -  | - | 19  | 11  | 0.58 |
| Olimpia Honduras | 1.ª                 | 2016-17             | 35  | 19  | 0  | 0  | 4  | 3 | 39  | 22  | 0.56 |
| Olimpia Honduras | 1.ª                 | 2017-18             | 23  | 9   | -  | -  | 8  | 4 | 31  | 13  | 0.42 |
| Olimpia Honduras | 1.ª                 | 2018-19             | 12  | 1   | 1  | 1  | -  | - | 13  | 2   | 0.15 |
| Olimpia Honduras | Total               | Total               | 87  | 38  | 3  | 3  | 12 | 7 | 102 | 47  | 0.46 |
| Marathón Honduras | 1.ª                 | 2018-19             | 15  | 4   | -  | -  | 1  | 0 | 16  | 4   | 0.25 |
| Marathón Honduras | 1.ª                 | 2019-20             | 20  | 7   | -  | -  | 1  | 0 | 21  | 7   | 0.33 |
| Marathón Honduras | Total               | Total               | 35  | 11  | 0  | 0  | 2  | 0 | 37  | 11  | 0.3  |
| Platense Honduras | 1.ª                 | 2019-20             | 10  | 1   | -  | -  | -  | - | 10  | 1   | 0.10 |
| Platense Honduras | Total               | Total               | 10  | 1   | 0  | 0  | 0  | 0 | 10  | 1   | 0.10 |
| Marathón Honduras | 1.ª                 | 2020-21             | 10  | 4   | -  | -  | -  | - | 10  | 4   | 0.40 |
| Marathón Honduras | 1.ª                 | 2021-22             | 10  | 1   | -  | -  | 6  | 1 | 16  | 2   | 0.12 |
| Marathón Honduras | Total               | Total               | 20  | 2   | 0  | 0  | 6  | 1 | 16  | 2   | 0.12 |
| Total en su carrera | Total en su carrera | Total en su carrera | 329 | 106 | 15 | 10 | 20 | 8 | 358 | 124 | 0.34 |
| (1) Incluye datos de la Copa de Polonia, Supercopa de Polonia, Copa de Rumania, Copa de Grecia, Copa de Turquía y Copa de Honduras. (2) Incluye datos de la Liga de Campeones de la Concacaf y Liga Concacaf. |                     |                     |     |     |    |    |    |   |     |     |      |

## Palmarés

### Campeón nacionales
| Título          | Club    | País     | Año  |
| --------------- | ------- | -------- | ---- |
| Torneo Clausura | Olimpia | Honduras | 2016 |

### Campeonatos internacionales
| Título        | Club    | Lugar    | Año  |
| ------------- | ------- | -------- | ---- |
| Liga Concacaf | Olimpia | San José | 2017 |

### Distinciones individuales
| Título                                       | Anotado | Club     | País     | Año  |
| -------------------------------------------- | ------- | -------- | -------- | ---- |
| Goleador Liga Nacional de Fútbol de Honduras | 10      | Platense | Honduras | 2006 |